# 143 Records
143 Records er et pladeselskab af produceren David Foster og er en del af Atlantic Records. Tallene 1-4-3 er afledt af "Jeg elsker dig". 

## Artister
Understående artister har en kontakt med 143 Records:
- Michael Bublé
- The Corrs
- Josh Groban
- Renee Olstead